# Vorstendom Dukagjini
Het vorstendom Dukagjini (Albanees: Principata e Dukagjinit) (1387-1444) was een Albanees vorstendom gedurende de middeleeuwen. Het vorstendom besloeg geografisch gebieden in noord-Albanië, west-Kosovo en zuid-Montenegro. Het werd gesticht door Pal I Dukagjini en Lekë I Dukagjini en later geregeerd door diens nakomelingen. Prins Lekë III zou tijdens de Albanees-Ottomaanse oorlog Skanderbeg opvolgen als opperbevelhebber van de Liga van Lezhë, waar het vorstendom Dukagjini zich in 1444 bij aan had gesloten.

## Geschiedenis
De Dukagjini-dynastie wordt voor het eerst vermeld in 1281, toen hun stamvader Tanush een adellijke titel kende. De Dukagjini's regeerden hierna over onafhankelijke gebieden nadat ze in opstand kwamen tegen de adellijke familie Balsha. In 1387 stichtten de broers Pal I en Lekë I Dukagjini het vorstendom Dukagjini. Het vorstendom werd hierna geregeerd door de nakomelingen en vervolgens uitgebreid naar het noorden. De belangrijkste heersers gedurende de 15e eeuw waren Pal II en zijn zonen Lekë III en Nikollë II Dukagjini. De Dukagjini's namen eveneens deel aan het verdrag tussen Albanese prinsen op 2 maart 1444 toen Skanderbeg alle Albanese edelen uitnodigde om het Ottomaanse Rijk te bestrijden.
Lekë III werd in 1468 de opvolger van Skanderbeg als opperbevelhebber van het Albanese leger; zijn broer Nikollë II vocht ook tegen de Ottomanen.
In 1479 viel de Liga van Lezhë na de belegering van Shkodër.

## Prinsen
- Pal I Dukagjini (1387-1393)
- Lekë I Dukagjini (1387–1393)
- Tanush II Dukagjini (1393–1413)
- Pal II Dukagjini (1413–1444)
- Lekë III Dukagjini (1444–1478)
- Nikollë II Dukagjini (1444–1478)

## Kaarten

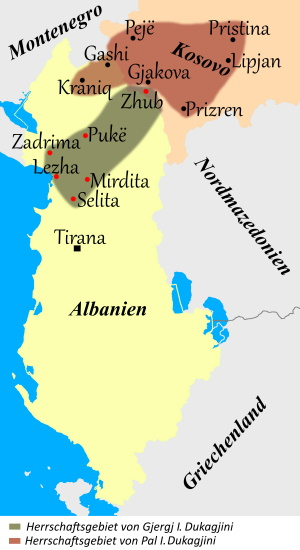
Domein van de Dukagjini's voor de staatvorming in 1387 (1356)
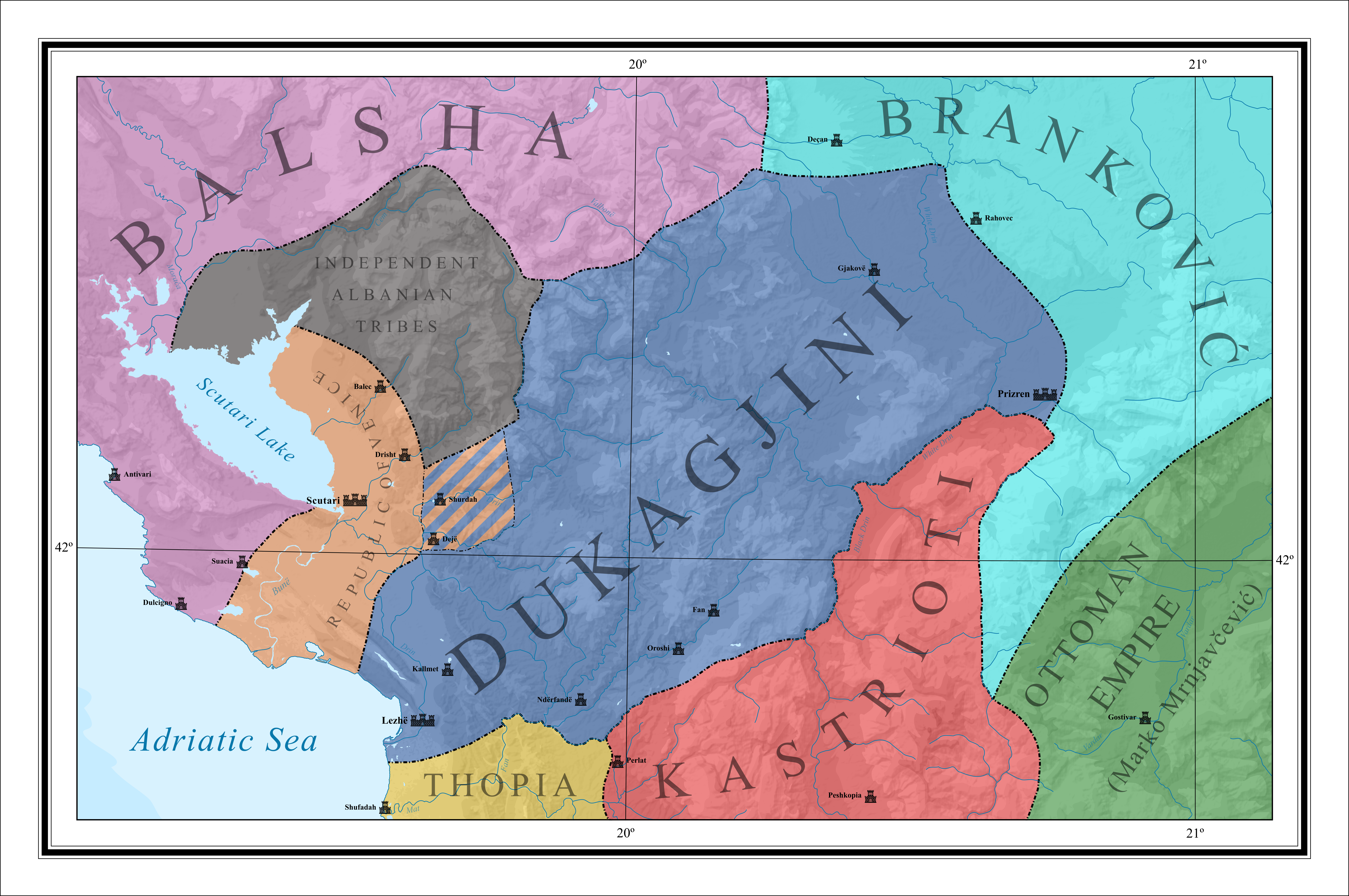
Late 14e eeuw
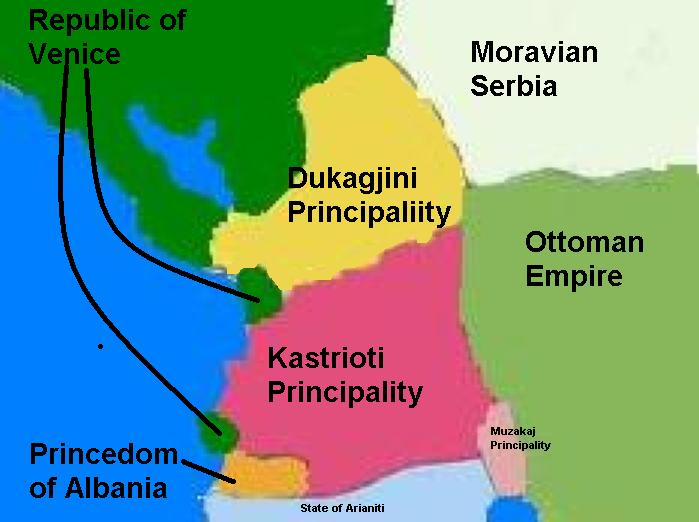
15e eeuw